# Timeless (John Abercrombie)
Timeless is het debuutalbum van John Abercrombie voor ECM Records. Het is althans zijn debuutalbum onder eigen naam. Hij had al meegespeeld op Lookout Farm van Dave Liebman. Abercrombie was afkomstig uit de fusion, zoals de muziekgroep Dreams en Chico Hamilton. Abercrombie zelf was aanhanger van de vrije stijl van Ornette Coleman.
Zijn medemuzikanten op dit album waren ook al doorgewinterd in de fusion. Jack DeJohnette had bij Miles Davis gespeeld in zijn Bitches Brew-periode en Jan Hammer had met John McLaughlin en zijn Mahavishnu Orchestra gespeeld. Abercrombie wilde zich met dit album juist losmaken van McLaughlin, schreef hij later bij de cd-uitgifte van Arcade. Daarin werd ook vermeld dat Jan Hammer enige tijd een flatgenoot van hem was.
Het album is in twee dagen tijd opgenomen in de Generation Sound Studios te New York. Aan de mengtafel zat Jan Erik Kongshaug.
Zo nerveus als het album begint met Hammers Lungs met veel staccato op het orgel, zo rustig eindigt de plaat met Timeless met een lange drone op datzelfde orgel.

## Musici
- John Abercrombie – gitaar
- Jan Hammer – hammondorgel, synthesizers, piano
- Jack DeJohnette – slagwerk

## Muziek
| Nr. | Titel                                  | Duur  |
| --- | -------------------------------------- | ----- |
| 1.  | Lungs (Jan Hammer)                     | 12:08 |
| 2.  | Love song (John Abercrombie)           | 4:34  |
| 3.  | Ralph’s piano waltz (John Abercrombie) | 4:52  |
| 4.  | Red and orange (Jan Hammer)            | 5:21  |
| 5.  | Remembering (John Abercrombie)         | 4:32  |
| 6.  | Timeless (John Abercrombie)            | 11:57 |